# Семеновська (муніципальне утворення «Шадреньгське»)
Семеновська (рос. Семёновская) — присілок в Вельському районі Архангельської області Російської Федерації.
Населення становить 202 особи. Входить до складу муніципального утворення Шадреньгське муніципальне утворення.

## Історія
Від 1937 року належить до Архангельської області.
Від 2004 року належить до муніципального утворення Шадреньгське муніципальне утворення.

## Населення
| 2002 | 2010 | 2012 | 2014 |
| ---- | ---- | ---- | ---- |
| 217  | ↘196 | ↗257 | ↘202 |